# Штерн, Шамуэль
Шамуэль Миклош Штерн (в Великобритании Сэмюэл Миклос Стерн; венг. и англ. Samuel Miklos Stern, 22 ноября 1920, Таб, Венгрия — 29 октября 1969, Оксфорд, Англия, Британская империя) — британский историк-востоковед, исламовед, лингвист, литературовед, философ

 и нумизмат венгерского происхождения. Согласно Фархаду Дафтари, являлся одним из наиболее выдающихся исмаилитоведов своего времени. Один из авторов и помощник редактора первого тома второго издания фундаментальной «Энциклопедии ислама».

## Биография
Шамуэль Миклош Штерн родился в городке Таб, Венгрия, 22 ноября 1920 года, в семье ортодоксальных иудеев. Был единственным ребёнком в семье. Когда мальчику было 3 года, его отец скоропостижно скончался, а его воспитанием отныне занималась мать, которая учила Шамуэля в первую очередь ивриту, на котором он научился читать раньше, чем выучил буквы латинского алфавита. Впоследствии Штерн отказался от религии родителей, хотя оставил навсегда свою связь с еврейской общиной. Своё начальное образование Штерн получил в бенедиктинской школе, а затем учился в гимназии при Еврейской теологической семинарии в Будапеште, где получил классическое образование по греческому и латыни. Впервые изучать арабский он начал в возрасте 16 лет. В дальнейшем Мишлош овладел этим языком в совершенстве.
В 1939 году, уже после того, как Венгрия заключила союз о военной помощи с нацистской Германией, Штерн по наказу матери бежал в Палестину. Сама женщина погибла в ходе геноцида евреев. В Палестине Шамуэля приняли в качестве студента Еврейского университета в Иерусалиме, где он продолжил изучение арабского, иврита и романских языков. В дальнейшем Штерн начал изучение турецкого, персидского и нескольких европейских языков. Одним из его первых учителей в Иерусалиме был арабист Давид Х. Банет, впечатлённый молодым дарованием. Среди других основных учителей Штерна в Иерусалиме, которые сильное повлияли на его умственное развитие и способности, были семитолог Ханс Полоцкий, философ Леон Рот, историк исламской философии Юлиус Гуттман и профессор романских языков и литературы Хайрам Пфлаум-Пери. В последнюю из областей Штерн внёс свой основной вклад в ранних публикациях об испано-арабской поэзии. Во время учёбы в Иерусалиме Штерн познакомился и установил дружбу на всю жизнь с историком Шломо Гойтейном, благодаря деятельности которого Шамуэль сильно заинтересовался исламской историей и документами.
Посреди Второй мировой войны Шамуэль оставил учёбу и направился на военную службу в офис британского цензора на Ближнем Востоке, сначала в Багдаде, а следующие два года — в Порт-Судане. Во время рабочего визита в Каир Штерн познакомился с Паулем Краусом, чешским востоковедом, благодаря которому проснулся его интерес к исмаилизму, который стал одной из основных областей его научных изысканий. После войны Штерн продолжил и успешно завершил обучение в Иерусалиме. В 1948 году учёный перебрался в островную Британию, в Оксфорд, где в колледже Святой Екатерины при Оксфордском университете продолжил обучение у арабиста Гамильтона Гибба. В 1950 году Шамуэль защитил диссертацию на PhD по испано-арабской строфической поэзии мусульманской Испании под названием «Старый андалузский мувашшах». По словам исмаилитоведа Фархада Дафтари, это «весьма оригинальная работа, в которой многие строки самой ранней испанской лирической поэзии раскрываются в припевах арабских и древнееврейских строфических стихов». Уже после смерти Штерна эта работа была выпущена как полноценная монография.
В 1951 году Штерна назначили помощником редактора второго издания «Энциклопедии ислама». К нему на сверку попало 320 страниц, которые он полностью сверил. В 1956—1957 годах он недолго работал помощником хранителя восточных монет в Музее Эшмола в Оксфорде. К 1958 году Штерн получил гражданство Британской империи и устроился на постоянную работу в качестве научного сотрудника Колледжа всех душ при Оксфордском университете. В 1964 году получил должность лектора в самом университете на кафедре истории исламской цивилизации. Здесь Шамуэль преподавал востоковедение для всех студентов Окфорда. В последний год работы в Оксфорде под его руководством было двенадцать студентов-исследователей. Среди учеников Штерна был и Итан Кольберг, в дальнейшем — профессор Еврейского университета в Иерусалиме. Штерн является автором 254 книг и статей в основном в области исламской истории, философии, литературы, искусства, нумизматики, а также еврейской философии и литературы. Помимо «Энциклопедии ислама» писал статьи для «Британской энциклопедии» и Cassell’s Encyclopædia of World Literature (1953—1954). В своей опубликованной посмертно работе «Hispano-Arabic Strophic Poetry: Studies» Штерн впервые в истории доказал, что используемый мосарабами литературный язык представляет собой особый диалект, смесь кастильских и арабских слов в латинском написании.
Шамуэль Штерн скончался 29 октября 1969 года из-за тяжёлого приступа астмы.

## Оценки
По мнению Фархада Дафтари, Шамуэль был одним из самых выдающихся исмаилитоведов своего времени и неутомимым учёным, который скрупулёзно и крайне внимательно собирал и оценивал информацию по имеющейся у него теме. Он работал со множеством уже известных источников и благодаря своему подходу смог открыть немалое количество новых и выдвигал на основе общей массы интерпретации и теории по своей области знания. За относительно короткий период работы ему удалось написать около 265 работ на такие темы как исламская и древнегреческая философия, исламская нумизматика и источниковедение, включая несколько книг, что Дафтари считает огромным достижением для столь небольшого промежутка времени.

## Работы

### Монографии
- Isaac Israeli: a Neoplatonic Philosopher of the Early Tenth Century (англ.). — Oxford: Oxford University Press, 1958. — 226 p. — (Institute of Jewish Studies, Manchester. Scripta Judaica, iss. 1).
- Les chansons mozarabes: les vers finaux (kharjas) en espagnol dans les muwashshahs arabes et hébreux (фр.). — Oxford: Kassirer, 1964. — XXVIII, 63 p.
- Stern Samuel M. Aristotle on the World State. — Columbia, SC: University of South Carolina Press[англ.], 1970. — IX, 88 p. — ISBN 08-724-9127-7.
- Stern Samuel M. Hispano-Arabic Strophic Poetry: Studies / ed. by L. P. Harvey[англ.]. — Oxford: Clarendon Press, 1974. — XV, 252 p. — ISBN 01-981-5735-5. — ISBN 978-0-198-15735-9.
- Stern Samuel M. Studies in Early Ismāʻīlism / Préface de David R. W. Bryer. — Jerusalem : Magnes Press[англ.], Hebrew University ; Leiden : E.J. Brill, 1983. — XXII, 340 p. — (Max Schloessinger Memorial Series, Monographs ; vol. 1). — ISBN 96-522-3388-9. — ISBN 978-9-652-23388-2.

### Сборники статей
- Stern Samuel M. History and Culture in the Medieval Muslim World / ed. and a foreword by F. W. Zimmermann[вд]. — London: Variorum Reprints, 1984. — 344 p. — (Collected Studies, CS200). — ISBN 08-607-8148-8. — ISBN 978-0-860-78148-6.
- Stern Samuel M. Coins and Documents from the Medieval Middle East / ed. and a foreword by F. W. Zimmermann. — London: Variorum Reprints, 1986. — 330 p. — (Collected Studies, CS238). — ISBN 08-607-8186-0. — ISBN 978-0-860-78186-8.
- Stern Samuel M. Medieval Arabic and Hebrew Thought / ed. and a foreword by F. W. Zimmermann. — London: Variorum Reprints, 1988. — 354 p. — (Collected Studies, CS183). — ISBN 08-607-8131-3.

### Редакция
- Fāṭimid Decrees: Original Documents from the Fatimid Chancery / ed. by Samuel M. Stern. — London: Faber and Faber, 1964. — [IV-] 188 p. — (All Souls Studies, iss. 3).
- essays by J. Aubin [and others]. Documents from Islamic Chanceries: First Series / edited and prefaced by Samuel M. Stern. — Oxford: B. Cassirer, 1965. — 254 p. — (Oriental Studies, vol. 3).
- The Islamic City : A Colloquium / ed. by A. H. Hourani[англ.] ; S. M. Stern. — Oxford : Cassirer ; Philadelphia : University of Pennsylvania Press, 1970. — 222 p., 10 p. fig. — (Papers on Islamic History ; vol. 1). — ISBN 0-571-09085-0. — ISBN 978-057-109085-3. — OCLC 489722956.
- Three Unknown Buddhist Stories in an Arabic Version / ed. and translated by S. M. Stern and Sophie Walzer. — Columbia, SC: University of South Carolina Press, 1971. — 38 p. — ISBN 978-0-872-49211-0.
- Islamic Philosophy and the Classical Tradition: Essays Presented by His Friends and Pupils to Richard Walzer on His Seventieth Birthday / ed. by S. M. Stern, A. Hourani and V. Brown. — Columbia, SC: University of South Carolina Press, 1972. — VIII, 549 p. — (Oriental Studies, iss. 5). — ISBN 08-724-9271-0. — ISBN 978-0-872-49271-4.

### Переводы
- Goldziher Ignác. Muslim Studies[англ.] = Muhammedanische Studien : [пер. с нем.] : в 2 т. / ed. by S. M. Stern ; translated from the German by C. R. Barber and S. M. Stern. — 2nd ed. — Chicago : Aldine Pub. Co., 1973. — ISBN 0-873-95234-0. — ISBN 978-0-873-95234-7. — OCLC 508155.

### Статьи для энциклопедических изданий
- 37 статей в Encyclopaedia of Islam. 2nd ed :  [англ.] : in 12 vol. / edited by H. A. R. Gibb; J. H. Kramers; E. Lévi-Provençal; J. Schacht; B. Lewis & Ch. Pellat. Assisted by S. M. Stern (pp. 1—330), C. Dumont and R. M. Savory (pp. 321—1359). — Leiden : E.J. Brill, 1986. — Vol. 1. (платн.)[4]
- 45 статей в Cassell's Encyclopædia of World Literature :  [англ.] : in 2 vol. / ed. by S. H. Steinberg[англ.]. — New York City, NY : Funk & Wagnalls[англ.], 1953—1954. — 2086 p.[5]
- 9 статей в Encyclopaedia Britannica[6]